# Elcasaiti
Gli Elcasaiti o Elcesaiti erano un gruppo di Ebioniti gnostici che fiorì nel III secolo e che si rifaceva agli insegnamenti contenuti nel Libro di Elcasai, scritto all'inizio del II secolo da Elcasai e originario della Mesopotamia arsacide.
Il gruppo si diffuse a Roma sotto il pontificato di papa Callisto I, attorno al 220, quando Alcibiade di Apamea vi si recò a diffondere e predicare il Libro di Elcasai. Il gruppo sopravvisse fino alla fine del IV secolo.
Il filosofo persiano Mani fu in gioventù un elcasaita.

## Storia
Ippolito di Roma racconta che sotto papa Callisto I (217-222) giunse a Roma Alcibiade di Apamea, portando con sé un libro che diceva gli era stato dato in Partia da un uomo giusto di nome Elcasai. I contenuti del libro erano stati rivelati ad Elcasai da un gigantesco angelo, che era il Figlio di Dio, accompagnato dalla sua sorella, lo Spirito Santo (nelle lingue semitiche "spirito" è femminile). Alcibiade annunciò una nuova remissione dei peccati, proclamata nel terzo anno di regno di Traiano (100) e descrisse un battesimo in grado di concedere il perdono dei peccati anche ai più incalliti peccatori.
Origene, che sembra aver incontrato Alcibiade, afferma che questa corrente era recente; un secolo e mezzo dopo, Epifanio di Salamina affermò che il Libro era in uso presso i Sampseani, discendenti dei primi Elcasaiti, oltre che presso gli Esseni e altre comunità ebionite.
Il Fihrist di Ibn al-Nadim, uno scrittore arabo del X secolo, racconta dell'esistenza dei Mughtasila (coloro che effettuano il ghusl, equivalente dunque della parola greca Baptistai, ossia "battisti", anche se da questi si differenziavano per il loro lavacro non ottenuto per totale immersione nell'acqua): una setta dei Sabei che consideravano al-Khasāʾī il loro fondatore.